# Нинхай
Нинха́й (кит. упр. 宁海, пиньинь Nínghǎi) — уезд города субпровинциального значения Нинбо провинции Чжэцзян.

## География
Нинхай расположен в юго-западной части подчинённой городским властям территории, и граничит с городским уездом Фэнхуа на севере и уездом Сяншань на востоке, а на юге и западе — с городским округои Тайчжоу. На северо-востоке уезд омывается бухтой Сяншань, на юге-востоке — заливом Саньмэнь Восточно-Китайского моря. Береговая линия (длина 176 км) сильно изрезана с множеством бухт и островов. У побережья расположена группа небольших островов.

## История
Уезд был основан при империи Цзинь в 280 году. При империи Суй он был в 589 году присоединён к уезду Линьхай (临海县), но после смены империи Суй империей Тан в 621 году уезд Нинхай был воссоздан. В 624 году он был присоединён к уезду Чжанъань (章安县), но в 689 году создан вновь.
После основания КНР в 1949 году был образован Специальный район Тайчжоу (台州专区), и уезд вошёл в его состав. В 1952 году уезд был передан в состав Специального района Нинбо (宁波专区). В 1957 году был воссоздан расформированный в 1954 году Специальный район Тайчжоу, и уезд вновь вошёл в его состав. В октябре 1958 года уезд Нинхай был присоединён к уезду Сяншань Специального района Нинбо.
В октябре 1961 года уезд Нинхай был воссоздан в составе Специального района Нинбо. В 1970 году Специальный район Нинбо был переименован в Округ Нинбо (宁波地区). В 1983 году Округ Нинбо был расформирован, и уезд перешёл под юрисдикцию властей города Нинбо.

## Административное деление
Уезд делится на 4 уличных комитета, 11 посёлков и 3 волости.

## Экономика
Посёлок Шэньчжэнь является крупнейшим в стране центром по производству лыжных палок (на него приходится 70 % всего китайского экспорта лыжных палок).
В Нинхае базируется производитель солнечных панелей Risen Energy.

### Сельское хозяйство
На фермах выращивают рис, овощи и тыквы.